# Talpa de Allende
Talpa de Allende é um município do estado de Jalisco, no México.
Em 2005, o município possuía um total de 13.612 habitantes.